# Hai Phong

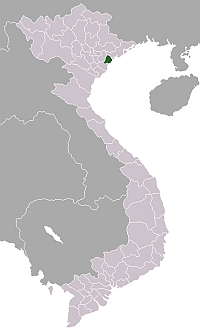
Lägeskarta

Hai Phong (vietnamesiska Hải Phòng, kinesiska : 海防, "Havsförsvaret"). Staden är den tredje största staden i Vietnam. Hai Phong ligger längs kusten i nordöstra Vietnam, precis vid mynningen av floden Cấm. Det är en överlägset viktigaste hamn i norra delen av Vietnam. Hai Phong är en viktig stad i Vietnam för industrin, särskilt inom livsmedelsindustrin, lätta industrier och tunga industrier. Folkmängden uppgick till  2 028 514  invånare  2019, varav 769 739 invånare bodde i själva centralorten.

## Historia
Staden anlades antagligen under Trungsystrarnas revolt och fick sitt nuvarande namn 1870 då Nguyễndynastin anlade en hamn och förlade trupper där som skulle försvara Vietnams norra kust. Under den franska ockupationen kom staden att bli fransmännens viktigaste marina bas i franska Indokina. Under Vietnamkriget utsattes staden för amerikanska bombningar och hamnen minerades. Under de senaste årtiondena har staden lockat till sig utländska investerare och stadens ekonomiska utveckling hör till Vietnams högsta.

## Administrativindelning
Hai Phong är en av Vietnams fem städer med provinsstatus, och är indelad i sju urbana distrikt (quận, vilka tillsammans utgör Hai Phongs centralort) och åtta landsbygdsdistrikt (huyện):
Urbana distrikt
- Do Son
- Duong Kinh
- Hai An
- Hong Bang
- Kien An
- Le Chan
- Ngo Quyen

Landsbygdsdistrikt
- An Duong
- An Lao
- Bach Long Vi
- Cat Hai
- Kien Thuy
- Thuy Nguyen
- Tien Lang
- Vinh Bao